# Soldier One
Soldier One è un videogioco sparatutto militare pubblicato nel 1986 per Commodore 64 dall'editrice svedese Action Software AB. Fu il primo prodotto della Greve Graphics, la prima sviluppatrice professionale di videogiochi della Svezia. Ritenuto spesso un'imitazione di Beach Head, ottenne alcune recensioni molto negative dalla stampa.
Secondo la rivista britannica Commodore Computing International nel 1987, Soldier One era il videogioco di maggior successo mai prodotto in Scandinavia. Il protagonista del gioco riapparve in Captured, che può essere considerato un suo seguito, sebbene molto diverso per genere e ambientazione.

## Modalità di gioco
Il giocatore impersona un commando di un solo uomo incaricato di espugnare un'isola in mano al nemico, arrivando via mare con una nave da guerra. Ci sono sette livelli, con meccanica di gioco spesso differente e con visuale fissa dall'alto o in prima persona. Si ha a disposizione un'unica quantità di energia vitale e di munizioni per tutta la partita.
1. Battle at Sea: in mare aperto si controlla il cannone della nave contro una flotta di imbarcazioni più piccole. La visuale è dall'alto e si ruota a 180° il cannone della nave, ferma al centro dello schermo, per colpire i nemici che passano prima che sparino alla nave.
2. Behind the Cannon: con visuale in prima persona sul mare e sull'isola in lontananza, si controlla lo spostamento laterale del cannone e il suo alzo e si devono colpire due navi nemiche e un sottomarino che sparano a loro volta. Non c'è un mirino, ma si vede l'inclinazione del cannone e la traiettoria a parabola che fanno i colpi sparati.
3. Closing in on Island: come la fase precedente, ma l'isola è più vicina e si devono colpire tre postazioni di artiglieria a terra e un'altra nave.
4. Enter the Island: con visuale dall'alto, si pilota una piccola barca che dalla nave deve raggiungere il punto di sbarco, evitando il fuoco di due cannoni sulla spiaggia. I controlli sono rotazionali e non si hanno armi. Se la barca è colpita o si schianta contro la costa, oltre a perdere un po' di energia si deve ripartire da capo.
5. Fight Them on the Beach: ora si impersona il soldato a piedi sulla spiaggia, di nuovo con visuale in prima persona. Si controlla lo spostamento laterale e l'alzo del fucile, similmente alle fasi 2 e 3, ma i colpi fanno traiettorie lineari. Si devono colpire soldati nemici che si affacciano da dietro alcuni ripari.
6. Watch Out for Ambush: come la fase precedente, ma più all'interno dell'isola, contro soldati che si affacciano da dietro le rocce.
7. Attack the Fortress: come le due fasi precedenti, ma i soldati si affacciano dalla palizzata del fortino nemico.

Non c'è un vero e proprio punteggio, il successo è misurato con il livello raggiunto e il tempo impiegato.